# Радеформвальд
Радеформвальд (нем. Radevormwald) — город в Германии, в земле Северный Рейн-Вестфалия.
Подчинён административному округу Кёльн. Входит в состав района Обербергиш. Население составляет 23 460 человек (2011 год). Занимает площадь 53,77 км². Официальный код — 05 3 74 036.

## География

### Охрана природы
- Природоохранная территория Вуппер у Радеформвальда.

## История
Радефорвальд впервые упоминается в 1316 году как «Родунг фор дем Вальде» (Rodung vor dem Walde), то есть «Поляна перед лесом». Поселение получило городские права между 1309-1316 годами от графа Адольфа VI Бергского. Неоднократно город сгорал в пожарищах, в том числе крупных в 1525, 1571 и 1802 гг. Старейшее здание города датируется 1772 годом. Это исторический Рококо-Гартенхаус в городском парке. После пожара 1802 года он был реставрирован.

## Культура и достопримечательности

### Музеи
- Вюльфинг-музей (Wülfing-Museum) в Далерау (Dahlerau). Музей текстильной промышленности.
- Краеведческий музей (Heimatmuseum Radevormwald). Расположен на Хоэнфурштрассе 8 (Hohenfuhrstraße) (напротив ратуши). Раскрывает историю Радеформвальда посредством многочисленных экспонатов и живописных полотен. Открыт по воскресным дням с 14:30 до 17 часов.
- Железнодорожный музей (Museumsbahnhof Dahlhausen) в Дальхаузене (Dahlhausen). Экспонаты музей сосредоточены на территории бывшего вокзала. Здесь установлены локомотивы, пассажирские и товарные вагоны, имеющие историческую и культурную ценность. Собственник музея и его десять активистов нацелены на воссоздание железнодорожной линии Кребзёге (Krebsöge) — Байенбург (Beyenburg) и позже протянуть историческую железную дорогу до Вупперталя (станция Обербармен (Bahnhof Wuppertal-Oberbarmen).

### Туризм и его интересные для посещения объекты
В Радеформвальде расположена вторая по истории возникновения молодёжная туристская база (Jugendherberge) мира. Она находится на улице Телеграфной (Telegrafenstraße) и в настоящее время модернизирована.

## Личности

### Родившиеся в Радеформвальде
- Адольф фон дер Лайен (Adolf von der Leyen) (1624–1698) — предприниматель.
- Август Филипп Оттокар Майер (August Philipp Ottokar Meyer) (1835–1908) — врач.
- Франц Рудольф Борневассер (Franz Rudolf Bornewasser) (1866–1951) — трирский епископ.
- Фриц Хардт (Fritz Hardt) (1873–1959) — предприниматель и почётный гражданин города.
- Герд Озенберг (Gerd Osenberg) (* 1937) — тренер по лёгкой атлетике.
- Кристоф Шпехт (Christoph Specht) (* 1938) — пятикратный чемпион ФРГ по мотокроссу.
- Юрген Флиге (Jürgen Fliege) (* 1947) — священник евангелической церкви, телемодератор и публицист.
- Франк Дорнзайф (Frank Dornseif) (* 1948) — скульптор.
- Фолькер Андинг (Volker Anding) (* 1950) — режиссёр.
- Вольфганг Киллинг (Wolfgang Killing) (* 1953) — тренер по лёгкой атлетике.
- Олаф Вундер (Olaf Wunder) (* 1964) — журналист.
- Андреас Бюнген (Andreas Büngen) (* 1982) — актёр.
- Мартин Александр Беккер (Martin Alexander Becker) (* 1987) — шахматист.
- Эрнст-Райнер Биштерфельд (Ernst-Rainer Bisterfeld) — чемпион мира по водно-моторному спорту.

### Жившие в Радеформвальде
- Готлиб Фровайн (Gottlieb Frowein) (1827—1907) — предприниматель и фабрикант.
- Фриц Пржетак (Fritz Przetak) (1911—2004) — футболист.
- Хайде Эккер-Розендаль (Heide Ecker-Rosendahl) (* 1947) — легкоатлетка.
- Вильфрид Тротт (Wilfried Trott) (* 1948) — велогонщик.
- Дитер Фернер (Dieter Ferner) (* 1949) — вратарь и тренер по футболу.